# 冉崇禮
冉崇禮（1500年—1580年），字季周，又字嘉甫，號村南，河南開封府中牟縣人，軍籍，明朝政治人物。

## 生平
嘉靖七年（1528年）戊子科河南鄉試第六十四名舉人，十一年（1532年）中式壬辰科會試第二百八十九名，三甲第一百九十名進士。都察院觀政，授浙江西安縣知縣，十六年（1537年）四月選授試御史，清理山東戎政，因祖母去世丁憂歸鄉，繼丁父憂，服闋，復除原職，巡按四川，二十四年（1545年）六月因處決重囚不等候聖旨，被調南京別衙門用，改南京大理寺評事，轉寺正，升湖廣按察司僉事，居五年，升陝西左參議，不久告病歸。萬曆八年卒（1580年），享年八十一。

## 家族
曾祖冉銘；祖父冉藝；父冉鼎，號強恕，知縣；母李氏。具慶下。兄冉崇儒（知縣）、冉崇詩，弟冉崇信。子冉夢說、冉夢松（進士）、冉夢雲（鴻臚主簿）。孫冉佳。